# Mario Lomarto
Mario Lomarto kortárs képzőművész, festő.

## Élete
Mario Lomarto (Vizvári Zsolt) 1964. július 1-jén született Magyarországon. A Magyar Képzőművészeti Főiskola Intermédia szakos hallgatója volt 1994 és 1999 között. Korábban videóművészettel és installációval foglalkozott, filmjeit bemutatták Magyarországon és Németországban, és a budapesti Francia Intézetben volt egy fényinstallációja.
Az ősi és mai kultúrák ember, elsősorban arcábrázolásaival foglalkozik. Ezt társítja a kor jellegzetes ábrázolási sémáival, és mindezt modernné avatva, például kollázs jellegű technikával formálja képpé. Az ősi ábrázolási módok és formák modern, kortárs művészeti eszközökkel való szerkesztettsége révén sajátos, újszerű világ jön létre. Különösen foglalkoztatják a mitikus alakok, kozmikus témák, mitológiai történetek.

## Munkák, kiállítások
Reneszánsz parafrázis 
Videó, 1988. Magyar Független Film és Videó Fesztivál. Szombathely, 1988.
Do Yourself a Book 
Multimedia, CD Panoráma. 1995. Volume No. 2, Computer Panoráma Kiadó. ISSN 1218-6902. CD SN.: CDP 95/2
Pictures of an exhibition 
Videó, 1995. 2. Werkleitz Biennale "Cluster Images". Tornitz, Németország. 1996. Szeptember 7. 10. / Stuttgarter Filmwinter. Stuttgart, Németország. 1997. január 10.
Affections 
Videó, 1995. 10. Stuttgarter Filmwinter. Stuttgart, Németország. 1997. január 10.
Stria of Light 
Fényinstalláció, 1996. Budapesti Francia Intézet «Virtual spaces». Budapest, 1996. április 12.
Már érlelődik… 
Videó, 1997. OFF (Open Film Festival). Budapest, 1997. május
Ősi és modern, arcok és formák 
Kiállítás. Sopron, Sopron Plaza Galéria, 2001. április 14 - április 29.
Ősi és modern, arcok és formák 
Kiállítás. Szombathely, Savaria Tourist Galéria, 2001. augusztus 10 - augusztus 30.
Atlantis 
Kiállítás. Szombathely, Művészetek Háza, 2002. augusztus 22 - szeptember 11.
Savaria TAG csoportos kiállítás 
Szombathely, T. Takács Galéria, 2003. augusztus 18 - augusztus 24.
RELOAD 
Kiállítás. Budapest, Ericsson Képzőművészeti Galéria, 2004. április 27 - június 7.
ERICSSON ARTS' WEEK - ÁTHATÁSOK  
Az Ericsson Galéria  
100. jubileumi kiállítása  
2007. május 9. - június 12

## Külső hivatkozások
- Mario Lomarto honlapja